# Marieholmskyrkan
Marieholmskyrkan är en kyrkobyggnad som tillhör Mariestads församling i Skara stift. Den ligger i centralorten i Mariestads kommun. 

## Kyrkobyggnaden
Kyrkan, som ligger i stadsdelen Marieholm, är ritad av Janne Feldt på arkitektfirman Skanark i Karlstad och uppfördes av byggfirman Bröderna Asp i Töreboda. Ett beslut att bygga kyrkan togs 1965 då Marieholmsområdet växte kraftigt under 1960-talet. Marieholmskyrkan invigdes den 7 oktober 1972. 
Anläggningens väggar är av rött tegel och innehåller flera funktioner grupperade kring en uppglasad gård, där kyrka och församlingshus har separata ingångar. Församlingshemmet tillkom först 1987. Kyrkorummet har mittgång och med altaret i en grund rumsnisch.   
Klockstapel av råbetong.

## Inventarier
Kyrksalens inventarier är utförda i furu och mässing. 
- Processionskorset är tillverkat av bildhuggare Gösta Qvist efter en skiss av komminister H. E. Hanser och arkitekt L. J. Ekelöf.
- På väggen ovanför körplatserna hänger vävnaden Koral, utförd av Kerstin Persson vid Tre Bäckar i Varnhem.
- Mattorna vid altaret är komponerade av Gun Billingsson i Skövde.

### Orgel
Orgeln är tillverkad av Tore Lindegren och invigdes 1976. Den har fjorton stämmor.